# Сокольский район (Вологодская область)
Со́кольский округ — административно-территориальная единица (район) в Вологодской области России. В рамках организации местного самоуправления в границах района существует муниципальное образование Сокольский муниципальный округ (с 2004 до 2022 гг. — муниципальный район).
Административный центр — город Сокол.

## География
Район расположен в центре Вологодской области, севернее Вологды, расстояние до обл. центра — 35 км. Площадь территории Сокольского района составляет 4165 км² (2,8 % в общеобластном показателе или 17 место в Вологодской области). Сокольский район по праву считается третьим районом Вологодской области. На севере он граничит с Харовским и Сямженским, на востоке — с Тотемским, на юге — с Междуреченским, на юго-западе — с Вологодским, на северо-западе — с Усть-Кубинским районами.
Административный районный центр г. Сокол связан автомобильными, железнодорожными и водными путями с г. Вологдой (42,5 км), г. Череповцом (179 км), п. Устье (37,2 км) и другими районными центрами. Обеспечивается устойчивое транспортное сообщение с Ленинградской, Архангельской, Мурманской и другими областями.
Основные реки — Сухона, Двиница, Пельшма.

### Климат
Климат на территории Сокольского района умеренно континентальный. Территория района находится в пределах плоской Присухонской низины и южного склона пологохолмистой Харовской гряды с обычной разницей высот в 50 м (редко — немногим более 100 м).

## История
Свердловский район образован в 1929 году в составе Вологодского округа Северного края РСФСР.
В 1931 году в составе района город Кадников, фабрично-заводские поселки Печаткино и Сокол, Алексинский, Архангельский, Больше-деревенский, Больше-Мургинский, Боровецкий, Воробьевский, Грибцовский, Двиницкий, Ершовский, Залесский, Замошский, Кадниковский, Кодановский, Кокошиловский, Красноармейский, Нестеровский, Никольский, Оларевский, Пельшменский, Первомайский, Подольный, Рабангский, Свердловский, Сокольский, Чучковский сельсоветы.
2 марта 1932 года постановлением ВЦИК Свердловский район был переименован в Соколовский, 1 июня 1932 года в Сокольский
После принятия Конституции СССР в 1936 году район в составе Северной области. После разделения Северной области, в соответствии с Постановлением ЦИК СССР от 23 сентября 1937 года, на Вологодскую и Архангельскую, в составе вновь образованной Вологодской области.
14 августа 1959 года к Сокольскому району была присоединена часть территории упразднённого Биряковского района, а 12 ноября 1960 года — Усть-Кубинский район.

## Население
| 1939    | 1959    | 1970    | 1979    | 1989    | 2002    | 2009    | 2010    | 2011    |
| ------- | ------- | ------- | ------- | ------- | ------- | ------- | ------- | ------- |
| 66 452  | ↘31 630 | ↘25 484 | ↘21 652 | ↘17 585 | ↘14 951 | ↗53 762 | ↘53 417 | ↘51 400 |
| 2012    | 2013    | 2014    | 2015    | 2016    | 2017    | 2018    | 2019    | 2020    |
| ↘50 864 | ↘50 574 | ↘50 208 | ↘49 735 | ↘49 416 | ↘49 077 | ↘48 563 | ↘48 133 | ↘47 763 |
| 2021    | 2023    |         |         |         |         |         |         |         |
| ↘45 811 | ↘45 129 |         |         |         |         |         |         |         |

### Урбанизация
Городское население (в городах Сокол и Кадников) составляет 84.91 % населения муниципального района.

### Национальный состав
По итогам переписи населения 2020 года проживали следующие национальности (национальности менее 0,1 % и другое, см. в сноске к строке «Другие»):
| Национальность | Численность, чел. | Доля     |
| -------------- | ----------------- | -------- |
| Русские        | 43 376            | 94,68 %  |
| Цыгане         | 90                | 0,20 %   |
| Украинцы       | 78                | 0,17 %   |
| Другие         | 2267              | 4,95 %   |
| Итого          | 45 811            | 100,00 % |

## Территориальное устройство
Административно-территориальные единицы
Сокольский район в рамках административно-территориального устройства, включает 12 сельсоветов, а также 1 город областного значения (Сокол) и 1 город районного значения (Кадников).
| №  | Сельсовет     | Соответствующее муниципальное образование |
| -- | ------------- | ----------------------------------------- |
| 1  | Архангельский | Архангельское СП                          |
| 2  | Биряковский   | Биряковское СП                            |
| 3  | Боровецкий    | Пригородное СП                            |
| 4  | Воробьёвский  | Воробьёвское СП                           |
| 5  | Двиницкий     | Двиницкое СП                              |
| 6  | Замошский     | ГП город Кадников                         |
| 7  | Кадниковский  | ГП город Кадников                         |
| 8  | Кокошиловский | Архангельское СП                          |
| 9  | Нестеровский  | Архангельское СП                          |
| 10 | Пельшемский   | Пельшемское СП                            |
| 11 | Пригородный   | Пригородное СП                            |
| 12 | Чучковский    | Чучковское СП                             |

Муниципальные образования
В рамках организации местного самоуправления в границах района функционирует Сокольский муниципальный округ (с 2004 до 2022 года — муниципальный район).
Изначально в составе новообразованного муниципального района в декабре 2004 года были созданы 2 городских и 11 сельских поселений. В апреле 2009 года было упразднено сельское поселение Кокошиловское (включено в Нестеровское). В мае-июне 2013 года упразднено сельское поселение Замошское (включено в городское поселение город Кадников). В июне-июле 2015 года упразднено сельское поселение Боровецкое (включено в Пригородное с административным центром в деревне Литега). В мае 2017 года упразднено сельское поселение Нестеровское (включено в сельское поселение Архангельское).
С 2017 до 2022 года муниципальный район делился на 9 муниципальных образований нижнего уровня, в том числе 2 городских и 7 сельских поселений:
| №        | Муниципальное образование | Административный центр | Количество населённых пунктов | Население (чел.) | Площадь (км²) |
| -------- | ------------------------- | ---------------------- | ----------------------------- | ---------------- | ------------- |
| 1e-06    | Городское поселение:      |                        |                               |                  |               |
| 1        | город Сокол               | город Сокол            | 1                             | ↘34 298          | 69,42         |
| 2        | город Кадников            | город Кадников         | 39                            | ↘4911            | 631,41        |
| 2.000002 | Сельское поселение:       |                        |                               |                  |               |
| 3        | Архангельское             | село Архангельское     | 98                            | ↗1036            | 492,32        |
| 4        | Биряковское               | село Биряково          | 33                            | ↘790             | 717,35        |
| 5        | Воробьёвское              | деревня Воробьёво      | 46                            | ↘717             | 563,65        |
| 6        | Двиницкое                 | деревня Чекшино        | 28                            | ↘720             | 399,82        |
| 7        | Пельшемское               | деревня Марковское     | 25                            | ↘493             | 249,80        |
| 8        | Пригородное               | деревня Литега         | 67                            | ↗1799            | 465,06        |
| 9        | Чучковское                | деревня Чучково        | 59                            | ↗603             | 550,23        |

1 июня 2022 года муниципальный район и все входившие в его состав городские и сельские поселения были упразднены и объединены в Сокольский муниципальный округ.

## Населённые пункты
В Сокольском районе (муниципальном округе) 395 населённых пунктов (с городом областного значения — 396, в том числе 2 городских и 394 сельских).
| №   | Населённый пункт   | Тип     | Население (чел.) | Бывшее муниципальное образование |
| --- | ------------------ | ------- | ---------------- | -------------------------------- |
| 1   | Сокол              | город   | ↘34 298          | город Сокол                      |
| 2   | Кадников           | город   | ↘4022            | город Кадников                   |
| 3   | Агафоново          | деревня | 4                | Чучковское                       |
| 4   | Алекино            | деревня | 7                | Биряковское                      |
| 5   | Алексеево          | деревня | 7                | Биряковское                      |
| 6   | Алексейцево        | деревня | 0                | Архангельское                    |
| 7   | Алексейцево        | деревня | 0                | город Кадников                   |
| 8   | Алексино           | деревня | ↗32              | Воробьёвское                     |
| 9   | Алферовское        | посёлок | 20               | Пельшемское                      |
| 10  | Андреевское        | деревня | 13               | Чучковское                       |
| 11  | Андроново          | деревня | 0                | город Кадников                   |
| 12  | Анофринское        | деревня | 0                | Архангельское                    |
| 13  | Антуфьево          | деревня | 0                | Архангельское                    |
| 14  | Арганово           | деревня | →0               | Биряковское                      |
| 15  | Архангельское      | село    | 249              | Архангельское                    |
| 16  | Афанасово          | деревня | 0                | Архангельское                    |
| 17  | Аферьево           | деревня | 0                | Двиницкое                        |
| 18  | Бакулино           | деревня | 4                | Архангельское                    |
| 19  | Барское            | деревня | 9                | Пригородное                      |
| 20  | Бекетово           | деревня | 3                | Архангельское                    |
| 21  | Бекренево          | деревня | 12               | Пригородное                      |
| 22  | Березино           | деревня | 0                | Чучковское                       |
| 23  | Березов Починок    | деревня | 0                | Пельшемское                      |
| 24  | Берьково           | деревня | 6                | Двиницкое                        |
| 25  | Бессолово          | деревня | 0                | Архангельское                    |
| 26  | Билино             | деревня | 0                | Чучковское                       |
| 27  | Бильново           | деревня | 28               | Пригородное                      |
| 28  | Биряково           | село    | 831              | Биряковское                      |
| 29  | Большая            | деревня | 6                | Биряковское                      |
| 30  | Большая            | деревня | 17               | Воробьёвское                     |
| 31  | Большая Мурга      | деревня | 33               | город Кадников                   |
| 32  | Большие Ивановские | деревня | 6                | Воробьёвское                     |
| 33  | Большие Озерки     | деревня | 11               | Архангельское                    |
| 34  | Большое Жуково     | деревня | 0                | Биряковское                      |
| 35  | Большое Залесье    | деревня | 0                | Чучковское                       |
| 36  | Большое Петраково  | деревня | 0                | Чучковское                       |
| 37  | Большое Село       | деревня | 168              | город Кадников                   |
| 38  | Большое Яковково   | деревня | 7                | Воробьёвское                     |
| 39  | Большой Двор       | деревня | 24               | Пригородное                      |
| 40  | Большой Двор       | деревня | 0                | Архангельское                    |
| 41  | Большой Кривец     | деревня | 4                | Пригородное                      |
| 42  | Борисково          | деревня | 11               | Пригородное                      |
| 43  | Борисово           | деревня | 7                | Чучковское                       |
| 44  | Борщево            | деревня | 6                | Архангельское                    |
| 45  | Борщовка           | деревня | 6                | Биряковское                      |
| 46  | Боярское           | деревня | 5                | Чучковское                       |
| 47  | Братское           | деревня | 0                | город Кадников                   |
| 48  | Брюхово            | деревня | 5                | Биряковское                      |
| 49  | Брязгино           | деревня | 0                | Архангельское                    |
| 50  | Бурцево            | деревня | 10               | Архангельское                    |
| 51  | Быково             | деревня | 0                | город Кадников                   |
| 52  | Варушино           | деревня | 0                | Чучковское                       |
| 53  | Василево           | деревня | 140              | Архангельское                    |
| 54  | Васильевское       | деревня | 3                | Чучковское                       |
| 55  | Васьково           | деревня | 0                | Чучковское                       |
| 56  | Васютино           | деревня | 130              | Пригородное                      |
| 57  | Вахнево            | деревня | 0                | Архангельское                    |
| 58  | Вачево             | деревня | 0                | Архангельское                    |
| 59  | Ведерница          | деревня | 0                | город Кадников                   |
| 60  | Великий Двор       | деревня | 7                | Воробьёвское                     |
| 61  | Великий Двор       | село    | 113              | Архангельское                    |
| 62  | Великий Двор       | деревня | 0                | Пельшемское                      |
| 63  | Веретье            | деревня | 8                | Пригородное                      |
| 64  | Верхняя Сторона    | деревня | 3                | Пельшемское                      |
| 65  | Виторьево          | деревня | 10               | Воробьёвское                     |
| 66  | Власово            | деревня | 6                | Пригородное                      |
| 67  | Воздвиженье        | деревня | 6                | город Кадников                   |
| 68  | Воксино            | деревня | 8                | Воробьёвское                     |
| 69  | Волково            | деревня | 6                | Пригородное                      |
| 70  | Воробьёво          | деревня | 589              | Воробьёвское                     |
| 71  | Вотчино            | деревня | 0                | Биряковское                      |
| 72  | Выползово          | деревня | 0                | Пригородное                      |
| 73  | Высокая            | деревня | 4                | Чучковское                       |
| 74  | Вязовое            | деревня | 66               | Двиницкое                        |
| 75  | Георгиевское       | село    | 6                | Воробьёвское                     |
| 76  | Герасимово         | деревня | 6                | Архангельское                    |
| 77  | Гладкино           | деревня | 0                | Архангельское                    |
| 78  | Глебово            | деревня | 13               | Двиницкое                        |
| 79  | Гоголицыно         | деревня | 4                | Архангельское                    |
| 80  | Голодеево          | деревня | 0                | Архангельское                    |
| 81  | Горбово            | деревня | 114              | Чучковское                       |
| 82  | Горка              | деревня | 19               | Биряковское                      |
| 83  | Горка              | деревня | 0                | Воробьёвское                     |
| 84  | Горка              | деревня | 4                | Двиницкое                        |
| 85  | Горка              | деревня | 0                | Архангельское                    |
| 86  | Горка              | деревня | 0                | Чучковское                       |
| 87  | Грибаново          | деревня | 0                | Пригородное                      |
| 88  | Грибцово           | село    | 37               | Архангельское                    |
| 89  | Губино             | деревня | 0                | город Кадников                   |
| 90  | Гуриево            | деревня | 15               | Пригородное                      |
| 91  | Дементьево         | деревня | 0                | город Кадников                   |
| 92  | Денисково          | деревня | 0                | Биряковское                      |
| 93  | Деревенька         | деревня | 5                | Архангельское                    |
| 94  | Дикое              | деревня | 0                | город Кадников                   |
| 95  | Дикое              | деревня | 0                | Пельшемское                      |
| 96  | Дмитриково         | деревня | 3                | Архангельское                    |
| 97  | Дор                | деревня | 0                | город Кадников                   |
| 98  | Доялиха            | деревня | 0                | Чучковское                       |
| 99  | Дьяково            | деревня | 10               | Чучковское                       |
| 100 | Дюрбениха          | деревня | 0                | Воробьёвское                     |
| 101 | Ерденово           | деревня | 6                | город Кадников                   |
| 102 | Ертебино           | деревня | 0                | Архангельское                    |
| 103 | Ершово             | деревня | 54               | Пригородное                      |
| 104 | Ершово             | деревня | 0                | Чучковское                       |
| 105 | Есипово            | деревня | 23               | Пригородное                      |
| 106 | Желмино            | деревня | 0                | Двиницкое                        |
| 107 | Жилино             | деревня | 0                | Чучковское                       |
| 108 | Жихарево           | деревня | 0                | Пригородное                      |
| 109 | Журегино           | деревня | 0                | Чучковское                       |
| 110 | Заберезничье       | деревня | 4                | город Кадников                   |
| 111 | Заболотка          | деревня | 0                | Пригородное                      |
| 112 | Заболотье          | деревня | 13               | Биряковское                      |
| 113 | Заболотье          | деревня | 0                | Архангельское                    |
| 114 | Завражье           | деревня | 4                | Чучковское                       |
| 115 | Загоскино          | деревня | 0                | Биряковское                      |
| 116 | Заднее             | деревня | 5                | Воробьёвское                     |
| 117 | Закурское          | деревня | 3                | Чучковское                       |
| 118 | Заледеево          | деревня | 3                | Архангельское                    |
| 119 | Залесье            | деревня | 4                | Архангельское                    |
| 120 | Замошье            | деревня | 231              | город Кадников                   |
| 121 | Заполье            | деревня | 11               | Воробьёвское                     |
| 122 | Заполье            | деревня | 0                | Чучковское                       |
| 123 | Заречье            | деревня | 0                | Двиницкое                        |
| 124 | Заречье            | деревня | 7                | город Кадников                   |
| 125 | Захарово           | деревня | 0                | Архангельское                    |
| 126 | Зманово            | деревня | 0                | Чучковское                       |
| 127 | Зубцово            | деревня | 0                | Пельшемское                      |
| 128 | Зубцово            | деревня | 4                | Пригородное                      |
| 129 | Зуево              | деревня | 3                | Биряковское                      |
| 130 | Иваниха            | деревня | 9                | Архангельское                    |
| 131 | Иванково           | деревня | 6                | Архангельское                    |
| 132 | Иваново            | деревня | 0                | Чучковское                       |
| 133 | Ивановское         | деревня | 0                | Пельшемское                      |
| 134 | Ивково             | деревня | 4                | Архангельское                    |
| 135 | Ильмоватица        | деревня | 0                | Воробьёвское                     |
| 136 | Исаево             | деревня | 0                | Архангельское                    |
| 137 | Исаево             | деревня | 0                | Пригородное                      |
| 138 | Исаково            | деревня | 9                | Архангельское                    |
| 139 | Исаково            | деревня | 4                | Пельшемское                      |
| 140 | Исаковское         | деревня | 0                | город Кадников                   |
| 141 | Истоминское        | деревня | 3                | Архангельское                    |
| 142 | Казариново         | деревня | 0                | Пригородное                      |
| 143 | Казарное           | деревня | 0                | город Кадников                   |
| 144 | Казнакурьево       | деревня | 8                | Двиницкое                        |
| 145 | Калиново           | деревня | 6                | Пригородное                      |
| 146 | Калитино           | деревня | 0                | Пригородное                      |
| 147 | Камское            | деревня | 0                | Пригородное                      |
| 148 | Капустино          | деревня | 3                | Пригородное                      |
| 149 | Карповское         | деревня | 0                | Двиницкое                        |
| 150 | Карцево            | деревня | 0                | Двиницкое                        |
| 151 | Качалка            | деревня | 12               | Пригородное                      |
| 152 | Клинцово           | деревня | 0                | Чучковское                       |
| 153 | Клоково            | деревня | 5                | Чучковское                       |
| 154 | Клыжово            | деревня | 0                | Архангельское                    |
| 155 | Княжево            | деревня | 15               | Двиницкое                        |
| 156 | Кобылкино          | деревня | 3                | Двиницкое                        |
| 157 | Кобылкино          | деревня | 0                | город Кадников                   |
| 158 | Кожухово           | деревня | 11               | Архангельское                    |
| 159 | Козлово            | деревня | 5                | Двиницкое                        |
| 160 | Кокошилово         | деревня | 15               | Архангельское                    |
| 161 | Колотовые          | деревня | 4                | Чучковское                       |
| 162 | Комарово           | деревня | 0                | Пельшемское                      |
| 163 | Конаниха           | деревня | 3                | Архангельское                    |
| 164 | Конаново           | деревня | ↘0               | Пригородное                      |
| 165 | Кондраш            | деревня | 0                | город Кадников                   |
| 166 | Копосиха           | деревня | 4                | Архангельское                    |
| 167 | Копылово           | деревня | 0                | Воробьёвское                     |
| 168 | Коржа              | деревня | 4                | Пригородное                      |
| 169 | Корино             | деревня | 12               | Воробьёвское                     |
| 170 | Корчево            | деревня | 0                | Чучковское                       |
| 171 | Корякино           | деревня | 0                | Архангельское                    |
| 172 | Косиково           | деревня | 3                | Воробьёвское                     |
| 173 | Косиково           | деревня | 3                | Двиницкое                        |
| 174 | Котлакса           | деревня | 18               | Двиницкое                        |
| 175 | Кощеево            | деревня | 9                | Пригородное                      |
| 176 | Кощеево            | деревня | 4                | Воробьёвское                     |
| 177 | Кринкино           | деревня | 9                | Биряковское                      |
| 178 | Кромовесово        | деревня | 3                | Пригородное                      |
| 179 | Круглица           | деревня | 0                | Воробьёвское                     |
| 180 | Куваево            | деревня | 4                | Воробьёвское                     |
| 181 | Кувшиново          | деревня | ↘4               | Чучковское                       |
| 182 | Кузнецово          | деревня | 8                | Архангельское                    |
| 183 | Кузнецово          | деревня | 73               | Пригородное                      |
| 184 | Кузнечиха          | деревня | 0                | Архангельское                    |
| 185 | Кузьминское        | деревня | 9                | Архангельское                    |
| 186 | Кульсеево          | деревня | 4                | Биряковское                      |
| 187 | Курган             | деревня | 0                | Чучковское                       |
| 188 | Курилово           | деревня | →0               | Архангельское                    |
| 189 | Курья              | деревня | 0                | Воробьёвское                     |
| 190 | Лагуново           | деревня | 0                | Архангельское                    |
| 191 | Лашково            | деревня | 0                | Биряковское                      |
| 192 | Лебечиха           | деревня | 0                | Архангельское                    |
| 193 | Левково            | деревня | 0                | Архангельское                    |
| 194 | Лендобово          | деревня | 0                | Пригородное                      |
| 195 | Липовица           | деревня | 0                | Чучковское                       |
| 196 | Литега             | деревня | 754              | Пригородное                      |
| 197 | Логиново           | деревня | 0                | Биряковское                      |
| 198 | Лодейщик           | деревня | 0                | Пельшемское                      |
| 199 | Лубодино           | деревня | 20               | Воробьёвское                     |
| 200 | Малахово           | деревня | 0                | Чучковское                       |
| 201 | Малая Мурга        | деревня | 7                | город Кадников                   |
| 202 | Малая Середка      | деревня | 0                | город Кадников                   |
| 203 | Малое Залесье      | деревня | 0                | Чучковское                       |
| 204 | Малое Петраково    | деревня | 0                | Чучковское                       |
| 205 | Малое Яковково     | деревня | 0                | Воробьёвское                     |
| 206 | Малые Горицы       | деревня | 0                | Воробьёвское                     |
| 207 | Малые Ивановские   | деревня | 11               | Воробьёвское                     |
| 208 | Малые Озерки       | деревня | 4                | Архангельское                    |
| 209 | Малый Кривец       | деревня | 5                | Пригородное                      |
| 210 | Мамонкино          | деревня | 0                | Чучковское                       |
| 211 | Марковское         | деревня | 487              | Пельшемское                      |
| 212 | Марфинское         | деревня | 3                | Архангельское                    |
| 213 | Медведево          | деревня | 4                | Архангельское                    |
| 214 | Медведево          | деревня | 43               | Пригородное                      |
| 215 | Медведково         | деревня | 5                | Биряковское                      |
| 216 | Меленка            | деревня | 0                | Архангельское                    |
| 217 | Мелино             | деревня | 0                | Чучковское                       |
| 218 | Михалево           | деревня | 0                | Воробьёвское                     |
| 219 | Михалево           | деревня | 4                | Архангельское                    |
| 220 | Михалево           | деревня | 0                | Пельшемское                      |
| 221 | Михеево            | деревня | 6                | Биряковское                      |
| 222 | Мишуткино          | деревня | 10               | Двиницкое                        |
| 223 | Молоденово         | деревня | 6                | Воробьёвское                     |
| 224 | Морженга           | деревня | 85               | Архангельское                    |
| 225 | Морткино           | деревня | 7                | Пельшемское                      |
| 226 | Мочалово           | деревня | 0                | Архангельское                    |
| 227 | Мочалово           | деревня | 0                | Пельшемское                      |
| 228 | Мялицыно           | деревня | 3                | Архангельское                    |
| 229 | Навалкино          | деревня | 0                | Архангельское                    |
| 230 | Надеево            | деревня | 0                | Пельшемское                      |
| 231 | Налиское           | деревня | 0                | Пельшемское                      |
| 232 | Наумовское         | деревня | 3                | Двиницкое                        |
| 233 | Некрасово          | деревня | 8                | Воробьёвское                     |
| 234 | Нелидово           | деревня | 9                | Воробьёвское                     |
| 235 | Нестерово          | деревня | 200              | Архангельское                    |
| 236 | Нижняя Сторона     | деревня | 3                | Пельшемское                      |
| 237 | Никольская         | деревня | 4                | Биряковское                      |
| 238 | Никольское         | деревня | 12               | Чучковское                       |
| 239 | Никулинское        | деревня | 3                | Архангельское                    |
| 240 | Нифаново           | деревня | 0                | город Кадников                   |
| 241 | Новое              | деревня | 10               | Воробьёвское                     |
| 242 | Новое              | деревня | 0                | Архангельское                    |
| 243 | Новый              | посёлок | 47               | Двиницкое                        |
| 244 | Обросово           | деревня | 269              | Пригородное                      |
| 245 | Овсянниково        | деревня | 0                | Чучковское                       |
| 246 | Огарово            | деревня | 183              | Чучковское                       |
| 247 | Озерко             | деревня | 13               | Пригородное                      |
| 248 | Окулиха            | деревня | 7                | Пригородное                      |
| 249 | Окуловское         | деревня | 3                | Двиницкое                        |
| 250 | Оларево            | деревня | 244              | Пригородное                      |
| 251 | Оларево            | разъезд | 10               | Пригородное                      |
| 252 | Омельшино          | деревня | 0                | Пельшемское                      |
| 253 | Опалево            | деревня | 0                | Воробьёвское                     |
| 254 | Осаново            | деревня | 7                | Воробьёвское                     |
| 255 | Осипиха            | деревня | 0                | Биряковское                      |
| 256 | Осипово            | деревня | 10               | Двиницкое                        |
| 257 | Останково          | деревня | 0                | город Кадников                   |
| 258 | Острилово          | деревня | 0                | Архангельское                    |
| 259 | Офимкино           | деревня | 0                | Пригородное                      |
| 260 | Павлово            | деревня | 0                | Чучковское                       |
| 261 | Панютино           | деревня | 0                | Архангельское                    |
| 262 | Пахино             | деревня | 4                | Архангельское                    |
| 263 | Пахталка           | деревня | 4                | Архангельское                    |
| 264 | Пашенино           | деревня | 16               | Архангельское                    |
| 265 | Пашиково           | деревня | 3                | Воробьёвское                     |
| 266 | Пепельниково       | деревня | 4                | Чучковское                       |
| 267 | Перевоз            | деревня | 7                | Пригородное                      |
| 268 | Перхурово          | деревня | 0                | город Кадников                   |
| 269 | Петровское         | деревня | 26               | Двиницкое                        |
| 270 | Петряево           | деревня | 24               | Воробьёвское                     |
| 271 | Пирогово           | деревня | 19               | Воробьёвское                     |
| 272 | Пирогово           | деревня | 5                | город Кадников                   |
| 273 | Плишкино           | деревня | 0                | Пригородное                      |
| 274 | Погорелка          | деревня | 5                | Архангельское                    |
| 275 | Погорелка          | деревня | 7                | Пригородное                      |
| 276 | Погорелово         | деревня | 0                | Чучковское                       |
| 277 | Погост Ильинский   | село    | 0                | город Кадников                   |
| 278 | Погребное          | деревня | 0                | Чучковское                       |
| 279 | Подольное          | деревня | 86               | город Кадников                   |
| 280 | Подъельное         | деревня | 15               | город Кадников                   |
| 281 | Покровское         | деревня | →0               | Архангельское                    |
| 282 | Покровское         | деревня | 8                | Чучковское                       |
| 283 | Помельниково       | деревня | 0                | Пригородное                      |
| 284 | Поповка            | деревня | 0                | Архангельское                    |
| 285 | Попово             | деревня | 0                | Биряковское                      |
| 286 | Поповское          | деревня | 0                | Пельшемское                      |
| 287 | Поповское          | село    | 17               | Пельшемское                      |
| 288 | Поповское          | деревня | 3                | Чучковское                       |
| 289 | Починок            | деревня | 0                | Пригородное                      |
| 290 | Починок            | деревня | 0                | Архангельское                    |
| 291 | Преображенское     | деревня | 8                | Воробьёвское                     |
| 292 | Приседкино         | деревня | 0                | Архангельское                    |
| 293 | Притыкино          | деревня | 0                | Чучковское                       |
| 294 | Прокопово          | деревня | 16               | Архангельское                    |
| 295 | Прокшино           | деревня | 4                | Биряковское                      |
| 296 | Прудовка           | деревня | 5                | Чучковское                       |
| 297 | Пустошка           | деревня | 7                | Чучковское                       |
| 298 | Пустыня            | деревня | 0                | Архангельское                    |
| 299 | Пыхмарево          | деревня | 8                | Двиницкое                        |
| 300 | Пятино             | деревня | 25               | Пригородное                      |
| 301 | Репное             | деревня | 28               | Пригородное                      |
| 302 | Решетниково        | деревня | 0                | Архангельское                    |
| 303 | Рогозкино          | деревня | 0                | Воробьёвское                     |
| 304 | Родионово          | деревня | 3                | Пельшемское                      |
| 305 | Родюкино           | деревня | 3                | Пригородное                      |
| 306 | Ростовка           | деревня | 16               | Пригородное                      |
| 307 | Рыкуля             | деревня | 0                | Архангельское                    |
| 308 | Рылово             | деревня | 0                | Архангельское                    |
| 309 | Рязанка            | деревня | 11               | Архангельское                    |
| 310 | Савкино            | деревня | 4                | Архангельское                    |
| 311 | Самылково          | деревня | 0                | Биряковское                      |
| 312 | Сверчково          | деревня | 0                | Архангельское                    |
| 313 | Светликово         | деревня | 0                | Архангельское                    |
| 314 | Севригино          | деревня | 0                | город Кадников                   |
| 315 | Селезнево          | деревня | 7                | Биряковское                      |
| 316 | Селище             | деревня | 3                | Пригородное                      |
| 317 | Сельцо             | деревня | 5                | Пригородное                      |
| 318 | Семакино           | деревня | 0                | Воробьёвское                     |
| 319 | Семенково          | деревня | 10               | Архангельское                    |
| 320 | Семеново           | деревня | ↘5               | Биряковское                      |
| 321 | Семенцево          | деревня | 0                | Чучковское                       |
| 322 | Сенино             | деревня | 4                | город Кадников                   |
| 323 | Середнее           | деревня | 7                | Воробьёвское                     |
| 324 | Середнее           | деревня | 0                | Двиницкое                        |
| 325 | Середнее           | деревня | 10               | Архангельское                    |
| 326 | Середнее           | деревня | 0                | Пригородное                      |
| 327 | Сидорково          | деревня | 0                | Архангельское                    |
| 328 | Скоморохово        | деревня | ↘8               | Чучковское                       |
| 329 | Следово            | деревня | 0                | Биряковское                      |
| 330 | Слобода            | деревня | 18               | Пригородное                      |
| 331 | Слободищево        | деревня | 42               | Чучковское                       |
| 332 | Сониха             | деревня | 0                | Архангельское                    |
| 333 | Сосновая Роща      | деревня | 124              | город Кадников                   |
| 334 | Сосновец           | деревня | 0                | Архангельское                    |
| 335 | Спасское           | деревня | 9                | Биряковское                      |
| 336 | Спасское           | деревня | 0                | Пригородное                      |
| 337 | Спицыно            | деревня | 4                | Архангельское                    |
| 338 | Старково           | деревня | 0                | Пригородное                      |
| 339 | Старово            | деревня | 0                | Чучковское                       |
| 340 | Старово            | деревня | 4                | Чучковское                       |
| 341 | Старово            | деревня | 11               | Биряковское                      |
| 342 | Старое             | деревня | 7                | Пельшемское                      |
| 343 | Степаново          | деревня | 5                | Пригородное                      |
| 344 | Судоверфь          | деревня | 19               | Пригородное                      |
| 345 | Сукманица          | деревня | 0                | Воробьёвское                     |
| 346 | Татауров Починок   | деревня | 0                | Пельшемское                      |
| 347 | Телячье            | деревня | 0                | город Кадников                   |
| 348 | Теньково           | деревня | 0                | город Кадников                   |
| 349 | Тимонинское        | деревня | 4                | Биряковское                      |
| 350 | Титовское          | деревня | 13               | Воробьёвское                     |
| 351 | Толстоумово        | деревня | 12               | Воробьёвское                     |
| 352 | Тохмарево          | деревня | 3                | Двиницкое                        |
| 353 | Трепарево          | деревня | 3                | Архангельское                    |
| 354 | Третьяково         | деревня | 0                | Чучковское                       |
| 355 | Труфаново          | деревня | 0                | Архангельское                    |
| 356 | Трухинка           | деревня | 0                | Пригородное                      |
| 357 | Тупицыно           | деревня | 11               | Архангельское                    |
| 358 | Турбаево           | деревня | 6                | Пригородное                      |
| 359 | Туреево            | деревня | 0                | Архангельское                    |
| 360 | Турово             | деревня | 0                | Пельшемское                      |
| 361 | Тырыково           | деревня | 44               | Пельшемское                      |
| 362 | Угол               | деревня | 5                | Архангельское                    |
| 363 | Угольское          | деревня | 0                | Воробьёвское                     |
| 364 | Федюково           | деревня | 0                | Пригородное                      |
| 365 | Федяево            | деревня | 0                | Двиницкое                        |
| 366 | Фефилово           | деревня | 0                | Архангельское                    |
| 367 | Филяево            | деревня | 15               | город Кадников                   |
| 368 | Фокино             | деревня | 7                | Архангельское                    |
| 369 | Фокино             | деревня | 3                | Пригородное                      |
| 370 | Фролово            | деревня | 0                | Чучковское                       |
| 371 | Хаминово           | деревня | 0                | Пельшемское                      |
| 372 | Харлушино          | деревня | ↘0               | Пригородное                      |
| 373 | Цибово             | деревня | 0                | город Кадников                   |
| 374 | Чекшино            | деревня | 582              | Двиницкое                        |
| 375 | Ченцово            | деревня | 0                | Чучковское                       |
| 376 | Чепурово           | деревня | 3                | Архангельское                    |
| 377 | Черемховая         | деревня | 0                | Биряковское                      |
| 378 | Чурилово           | деревня | 0                | город Кадников                   |
| 379 | Чучково            | деревня | 303              | Чучковское                       |
| 380 | Шадрино            | деревня | 9                | Двиницкое                        |
| 381 | Шастово            | деревня | 8                | Пригородное                      |
| 382 | Шастово-Заберезное | деревня | 0                | Пригородное                      |
| 383 | Шачино             | деревня | 4                | Пригородное                      |
| 384 | Шера               | деревня | 46               | Пригородное                      |
| 385 | Шибловка           | деревня | 0                | Биряковское                      |
| 386 | Шилыково           | деревня | 0                | Архангельское                    |
| 387 | Шипуново           | деревня | 6                | Воробьёвское                     |
| 388 | Шитробово          | деревня | 0                | Архангельское                    |
| 389 | Шишкино            | деревня | 12               | Пригородное                      |
| 390 | Шулепово           | деревня | 11               | Архангельское                    |
| 391 | Щекотово           | деревня | 3                | Воробьёвское                     |
| 392 | Щуриха             | деревня | 0                | Архангельское                    |
| 393 | Юшково             | деревня | 0                | Двиницкое                        |
| 394 | Ядрово             | деревня | 3                | Воробьёвское                     |
| 395 | Яковково           | деревня | 0                | Чучковское                       |
| 396 | Яковлево           | деревня | 7                | город Кадников                   |

### Упразднённые населённые пункты
- В 2020 году были упразднены деревни Карьер, Копытово, Кромино[39], Поповское[40];
- В 2021 году были упразднены деревни Новое, Тишино[41], Богтюгское, Вакориха, Высокуша, Золотово, Пардеево[42].
- В 2023 году была упразднена деревня Билино[43].

## Местное самоуправление
Главы муниципального округа
- Владимир Александрович Носков

Председатели представительного собрания
- Андрей Львович Сохрин[44]

## Транспорт
Через район проходят Северная железная дорога и автодороги М8, А123.
По Сокольскому району проходят три важные транспортные артерии:
Северная железная дорога, водная магистраль — река Сухона,
автомагистраль Москва — Архангельск.
Речной транспорт по реке Сухоне имеет выход через систему шлюзов в Волго-Балтийскую и Северо-Двинскую системы, ведущие к портам пяти морей.

## Культура

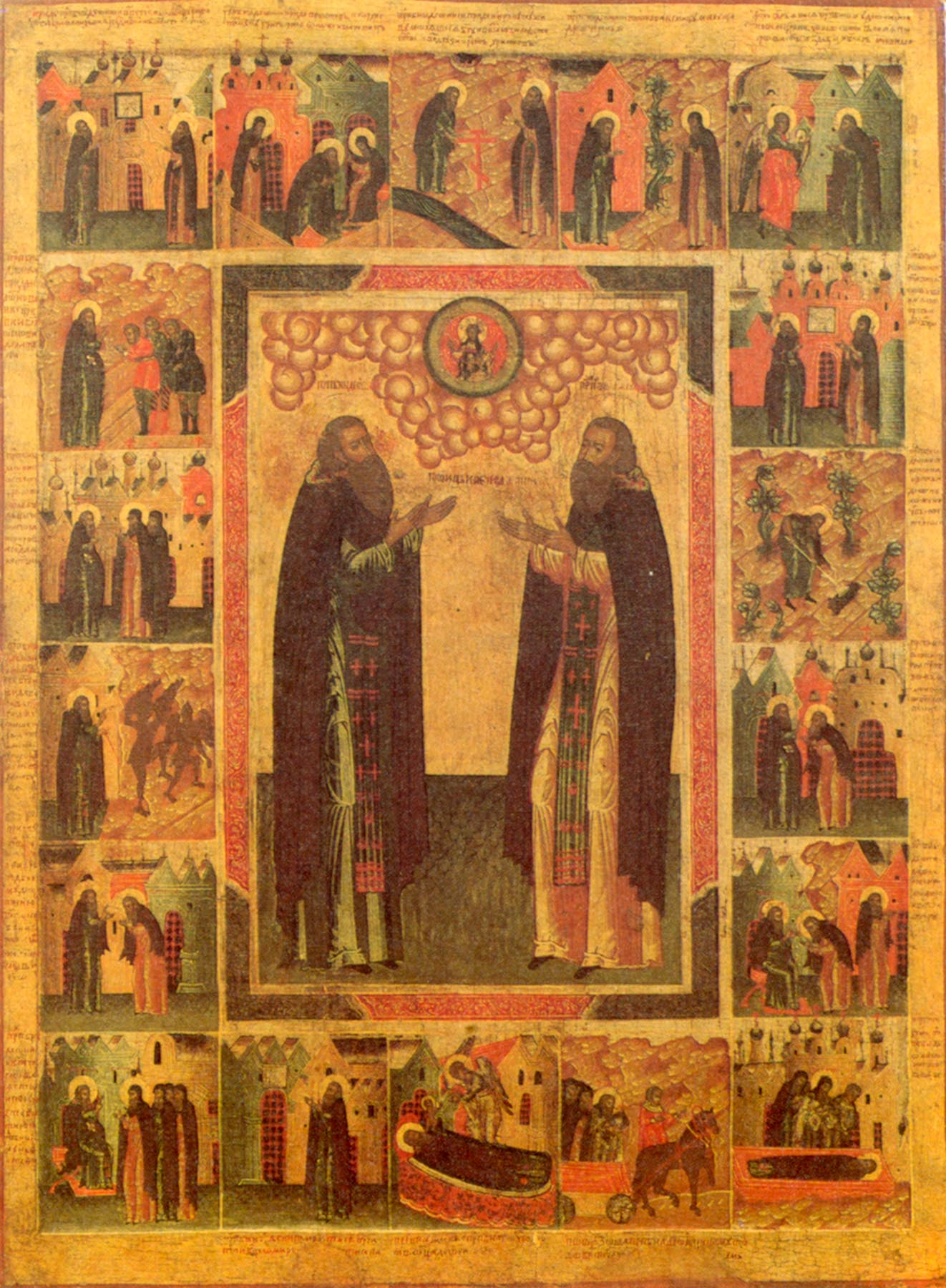
Дионисий и Амфилохий Глушицкие с житием. Икона из д. Великий Двор Сокольского района Вологодской области, XVII в. ВГИАХМЗ, Вологда

## Достопримечательности
• Памятник Воину-Защитнику
• Памятник В. И. Ленину
• Краеведческий музей
• Аллея победителей
• Памятник воинам, погибшим в годы Великой Отечественной войны
• Церковь Николая Чудотворца, что в Нутряном улусце

## Известные уроженцы
- Ганин, Алексей Алексеевич (1893—1925) — русский поэт и прозаик, близкий друг Сергея Есенина, представитель так называемого новокрестьянского направления в русской поэзии XX века. Расстрелян в 1925 году во внесудебном порядке, реабилитирован посмертно в 1966 г.
- Востров, Владимир Андреевич — советский военачальник и военный деятель, генерал-полковник. Родился 20 августа 1929 года в д. Тимонинское, Биряковского сельского совета Сокольского района Вологодской области.
- Коротеев, Николай Александрович (1921—2008) — Заслуженный строитель РСФСР
- Короленко Сергей Викторович (1979 — н.в.) — детский врач терапевт, заслуженный мастер спорта по фехтованию.
- Орешков, Сергей Николаевич (1916—1943) — Герой Советского Союза.
- Серов, Иван Александрович (1905—1990) — деятель советских спецслужб, первый председатель Комитета государственной безопасности при Совете Министров СССР в 1954—1958 годы, начальник Главного разведывательного управления Генштаба в 1958—1963 годах.

## Полезные ископаемые
Мергель, известковый туф, глина и торф.